# Thrasivoulos Zaimis
Thrasivoulos Zaimis (grekiska: Θρασυβούλος Ζαΐμης), född den 29 oktober 1822 (enligt andra uppgifter 1825 eller 1829), död den 27 oktober 1880, var en grekisk statsman, far till Alexandros Zaimis. 
Zaimis, som tillhörde en rik och ansedd peloponnesisk släkt, var son till Andreas Zaimis, en bemärkt deltagare i frihetskriget. Han blev efter juridiska studier i Aten och Paris ämbetsman, men ägnade sig från unga år övervägande åt politiken. Han invaldes redan 1850 i parlamentet och företrädde där till sin död nästan utan avbrott sin födelseort, Kalavryta på Peloponnesos.
Zaimis var 1863 en bland de tre delegerade, som i Köpenhamn erbjöd Greklands krona åt prins Vilhelm av Danmark. Han sändes 1864 att överta förvaltningen av de Joniska öarna vid deras införlivande med Grekland, var februari 1869-juli 1870 konseljpresident och nödgades som sådan 1869 under stormakternas påtryckning lova att ej understödja upproret mot den 
turkiska styrelsen på Kreta. Senare var han juni 1877-januari 1878 justitieminister i Kanaris nationella samlingsministär under rysk-turkiska kriget.